# Voivod
A Voivod egy kanadai thrash metal és progresszív metal együttes. Zeneileg az 1970-es évek progresszív rockegyüttesei és a brit heavy metal új hullámának (NWOBHM) csapatai voltak hatással rájuk. Szövegeikben főként a kor hidegháborús és csillagháborús hangulata ihlette sci-fi témákat dolgoztak fel.

## Történet

### Thrash (1982–1988)
A francia-kanadai zenekart 1982-ben alapította Denis Belanger (becenevén Snake) énekes, Denis D'Amour (Piggy) gitáros, Jean-Yves Theriault (Blacky) basszusgitáros és  Michel Langevin (Away) dobos. Az együttes nevét a sci-fi rajongó Away találta ki, akinek rajzaiban már korábban is szerepelt Voivod, egy nukleáris csapást szenvedett világ halhatatlan ura. A dalszövegek is ennek a kitalált világnak a történetéről szóltak. Zenéjüket két brit metalegyüttes, a Motörhead és a Venom által lefektetett alapokra építették. Gyors, zajos, punkos metalt játszottak kezdetben. Első koncertjüket 1983 júniusában adták, majd Condemned To The Gallows című daluk felkerült a Metal Massacre válogatáslemezre, ami akkoriban az underground metal zenekarok egyik ugródeszkájának számított Észak-Amerikában. Nem sokkal később a Metal Blade kiadó szerződést kínált nekik és 1984-ben megjelent a debütáló War and Pain korong.
Kiadóváltást követően 1985 őszén veszik fel a második lemezt, mely a következő év elején jelenik meg a Noise égisze alatt. A Rrröööaaarrr talán még rosszabb technikai körülmények között készült, mint a War and Pain. Továbbra is a cyber punk káosz thrash jellemezte őket.

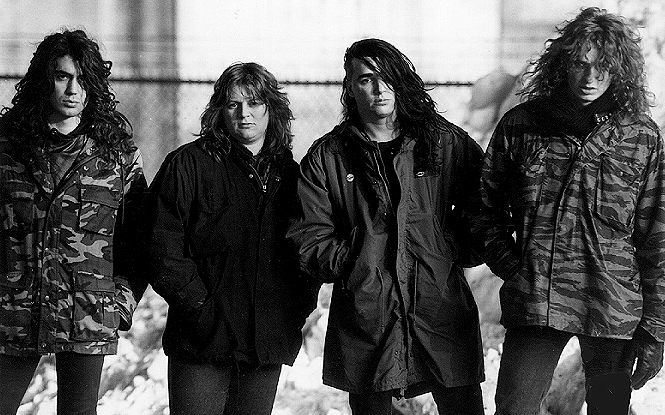
A Voivod klasszikus felállása 1986-ban: Away, Piggy, Blacky, Snake

A zenei változás az 1987-es Killing Technology lemezen kezdődött. Harris Johns producer, hangmérnök vette szárnyai alá a kanadai ifjakat és a berlini Musiclab stúdióban, végre normális körülmények között dolgozhattak. Talán Snake fejlődött a legtöbbet. Az egydimenziós rikácsolás helyett elkezdte felfedezni a hangját és az énektémákat is emlékezetessé tenni. A hangszeresek pedig egyre technikásabb témákkal hozakodtak elő és a 6-7 perces komplex dalok sem ritkák az albumon.
A komplex technikás thrash és a progresszivitás találkozásának csúcspontja a negyedik Voivod nagylemez, a Dimension Hatröss. Ismét a Musiclab-ben dolgoztak Harris Johns irányításával és egy klasszikus album született. Snake minden eddiginél jobban énekel, a riffek és a harmóniák utánozhatatlanok, a dalok pedig markánsak, erősek. Erre a teljesítményre már a nagykiadók is felkapták a fejüket. Ráadásul 1988 táján főleg a Metallica, az Anthrax, a Megadeth és a Slayer révén már komoly rajongótábora volt a thrash metalnak.

### MCA (1989–1994)
A Voivod-ot az MCA szerződtette le a multik közül és adta ki 1989 októberében a Nothingface nagylemezt. Új a producer is: Glen Robinson. Az albumon előtérbe kerül a pszichedelia, de a témák ugyanolyan rafináltak, mint a Dimension Hatröss lemezen. Nehéz eldönteni, hogy melyik album a tökéletesebb zeneileg. Eladási mutatókban mindenesetre jobb a Nothingface, de ez köszönhető a hatékonyabb kiadói munkának is.
Az MTV Headbanger's Ball című rock-műsora folyamatosan játszotta az Astronomy Domine klipjét. Együtt turnéztak a nagy példakép Rush-sal és az olyan feltörekvő, nem sokkal később pedig a rockzenei világot megváltoztató csapatokkal, mint a Soundgarden és a Faith No More. Az 1991-ben megjelenő Angel Rat albumon már csak nyomokban fedezhető fel a metal. A Nothingface-en megjelenő pszichedelikus progrock teljesen átformálta zenéjüket. Voivod karakterét félretették, a dalszövegekben pedig elvont költői motívumok szorították ki a sci-fi témákat.
A megváltozott zenei közegben és a kiadói elvárások súlya alatt a zenekar mintha elvesztette volna a fonalat. Mindez végül odáig vezetett, hogy a basszusgitáros Blacky az Angel Rat megjelenése után kilépett a Voivod-ból és ezzel egy korszak lezárult a zenekar életében. Következő lemezeiket már trióban készítik el.
Ha nem is hozott újabb mainstream sikereket, de az Angel Rat miatt csalódott rajongókat visszahódította az 1993-ban megjelent The Outer Limits album. A lemez basszusgitár-témáit Pierre St. Jean játszotta fel, de ő nem volt hivatalosan tagja a Voivodnak. Az anyag a metal, a dzsessz, a pszichedelikus rock keresztezése kompromisszumok nélkül, fogós dallamokkal. A The Outer Limits turnéja után azonban az énekes/alapító tag Snake kivált a Voivod-ból, annak ellenére, hogy az Angel Rat koronggal megtalált új közönségréteg kezdte felfedezni magának a korábbi Voivod lemezeket. A kilencvenes évek közepére ismét létrejött egy underground színtér, melyre hatással volt a Voivod zenéje és példaképüknek tartották a csapatot.

### Forrest (1995–2000)
Eric Forrest (E-Force) basszusgitáros/énekes belépésével Away és Piggy két legyet ütött egy csapásra. Forrest hangszeres tudása, valamint hangjának ereje tökéletes kombináció volt egy direktebb Voivod számára. A végeredmény egy minden korábbinál durvább és agresszívebb album lett: a Negatron, 1995-ben. Az MCA-val történt szakítás visszahozta a Noise-korszak vadságát, és ezzel együtt kissé eltávolodtak a prog-metal tábortól. Forrest egymásba olvasztotta Snake énekstílusának jellegzetességeit saját death metalos megközelítésével, melynek durvasága néhány rajongót elidegenített a zenekartól. Az alapos turnézásnak köszönhetően viszont a zenekar neve újra bekerült a köztudatba. Eljött az idő hát, hogy visszatérjen maga Voivod.
A Nothingface után hibernált Voivod karaktert az 1997-es Phobos albumon támasztották fel újból. A lemez a legsúlyosabb és legkísérletezőbb, egyben az egyik legmeghatározóbb anyaga lett a Voivod-nak a Dimension Hatröss óta. A lemez európai turnéján azonban súlyos közúti balesetet szenvedtek, melyben Forrest majdnem az életét vesztette. Komoly műtétek sorozatát hajtották végre, de Eric lábai és háta maradandó sérüléseket szenvedett. Hihetetlen módon, Eric talpra állt a következetes rehabilitációnak és a fizikoterápiának köszönhetően, hogy a Neurosis és a Today Is the Day társaságában újra kezdhessék a turnét, mely 1999. október 19-én Budapestre is elért. Igaz, hogy botra támaszkodva, de Eric Forrest ott állt a színpadon és játszott, énekelt. Fél évvel később, 2000 márciusában a Therion előzenekaraként léptek fel másodszor Magyarországon. A Phobos-turné végeztével az alapító tagok megváltak Forresttől és a Voivod gyakorlatilag feloszlott. Ekkor jelent meg a zenekar addigi egyetlen koncertalbuma, Lives címmel. A korong 1996-ban rögzített élő felvételeket tartalmaz. (Eric Forrest később megalakította E-Force nevű zenekarát és 2003-ban megjelentették bemutatkozó lemezüket, mely a vele készült Voivod albumok cyber thrash világát vitte tovább.)

### Mark III (2001–2005)
A Voivod újjáalakulására szerencsére nem kellett sokat várni. A rajongók tulajdonképpen észre sem vették, hogy a zenekar hónapokig nem létezett. 2001-ben egy montreali metalfesztivál szervezőitől kapott felkérést a Voivod, hogy az eredeti énekes Snake-kel közösen lépjenek fel. Hét év után Snake visszatért a Voivodba, ezzel együtt pedig a zenekar új basszusgitárosa a Metallica-ból ismert Jason Newsted lett, aki a Jasonic becenevet kapta a csapattól.
"This is VOIVOD Mark III…" – ez a III-as számú Voivod, ahogy a 2003 márciusában kiadott Voivod album Invisible Planet dalában mondja Snake. Az albumon visszakanyarodnak a rockosabb hangvételhez. A lemezt Newsted saját kiadója a Chophouse Records jelentette meg, a terjesztést pedig a Sony végezte. Végre ismét úgy érezhették, hogy megkapják azt a figyelmet és támogatást, ami kvalitásaik alapján megilleti őket. Mivel időközben Newsted tagja lett Ozzy Osbourne turnézenekarának is, könnyen elintézte, hogy a Voivod felléphessen az Ozzfest utazó metalfesztiválon. Az amerikai koncertek után Európába is elkísérte volna Ozzy-t a Voivod, de az egykori Black Sabbath énekes egészségügyi okokra hivatkozva lemondta a 2003 végére tervezett teljes európai körutat (vele együtt a november 29-i budapesti koncertet is).
A Voivod rögtön hozzálátott következő albumának elkészítéséhez. A következő két évben Piggy és Jason 23 dal alapjait vették fel. A sors azonban ismét közbeszólt. Piggy-nél rosszindulatú daganatot diagnosztizáltak. A rákos sejtek burjánzásának megállítására az orvosok műtétet javasoltak, de Piggy a műtét során kómába esett, és 24 órával később 2005. augusztus 26-án, nem sokkal éjfél előtt, 45 éves korában elhunyt. Mint utóbb kiderült, a gitáros szervezetében 1988-ban már találtak egy daganatot, de akkor kísérleti gyógyszerekkel sikerült visszaszorítania a kórt.

### Infini (2006–2011)
Pár nappal Piggy halála előtt jelentették be, hogy a Voivod a The End kiadóhoz szerződött és egy háromrészes dvd-sorozatot terveznek, mely a csapat különböző korszakait dolgozza fel. A sorozat első darabja, mely az 1982-es megalakulástól az 1991-es első tagcseréig tartó klasszikus évek videó-dokumentumait tartalmazza, meg is jelent 2005 októberében. Nem sokkal később a Voivod három tagja úgy dönt, hogy befejezik az utolsó években Piggy és Jason által írt dalokat. A 23-ból tíz dalt vettek fel Piggy eredeti gitártémáinak felhasználásával a 2006-ban megjelent Katorz című albumra, mely méltó emléket állít a műfaj egyik leginnovatívabb gitárosának. A lemezt a szakma és a rajongók is nagy szeretettel fogadták.
2008. június 22-én a montréali Heavy MTL fesztiválon, majd július 26-án Calgaryban a Monsters of Rock fesztiválon öt év után újra színpadra állt a Voivod. A két fellépésen az eredeti Voivod basszusgitáros Blacky játszott a zenekarral, a gitáros posztján pedig egy régi barát Dan Mongrain volt látható. A Piggy emlékének ajánlott koncerteken a klasszikus felállás által készített Voivod albumok dalaiból állították össze a műsort. Augusztus 12-én a Judas Priest előzenekaraként léptek fel ismét Montréalban, majd sorra érkeztek a meghívások a különböző metal-fesztiválokra Finnországtól Japánig.
2009 januárjában már a végső simítások zajlottak a Voivod utolsó stúdióalbumán, amely a Katorzhoz hasonlóan Piggy és Jason utolsó közös szerzeményeire, a megmaradt 13 dalra épült. Az eredeti tervek szerint a lemezen szerepeltek volna a korábbi basszusgitárosok is (Blacky és Eric), de ezt az ötletet egy későbbi projekt számára félretették és végül az összes basszustémát Newsted játszotta fel. Az utolsó stúdióalbumnak szánt Voivod-lemez Infini címmel jelent meg 2009 júniusában.
Kilenc év után, 2009. június 23-án a Voivod újra Budapesten lépett fel a Petőfi Csarnokban a Down előzenekaraként. December 12-én Montréalban tíz év után ismét főzenekarként játszottak. A koncertről hangfelvétel készült, ami 2011. április 5-én jelent meg Warriors of Ice címmel. A lemez megjelenése után a Voivod Európa-turnéra indult, aminek keretében május 11-én Budapesten is felléptek.

### Folytatás Piggy nélkül (2012–napjainkig)
2011 szeptemberében jelentette be a zenekar, hogy egy új stúdióalbum dalain dolgoznak Blackyvel és a Piggy örökébe lépett Dan Mongrain gitárossal. Mindeközben az Alternative Tentacles kiadó novemberben megjelentette a csapat 1984-es To the Death című demóját CD-n és bakeliten. A 2012-es Roadburn Fesztiválra egy különleges koncertalbum jelent meg kizárólag nagylemezen a Voivod előző évi koncertjének hanganyagával. A 2012-es áprilisi fesztivál-fellépésük különlegességét pedig az adta, hogy teljes egészében eljátszották az 1988-as Dimension Hatröss albumot. Júliusban élőben mutatták be készülő albumuk címadó dalát. Szeptemberben lemezszerződést írtak alá a Century Media kiadóval, majd megjelentették első digitális kislemezüket a Mechanical Mind dallal. A Target Earth című új album végül 2013 januárjában jelent meg. A lemezbemutató turnét hamar meg kellett szakítani, mivel az énekesnél diverticulosist (egyfajta vastagbélfali elváltozást) diagnosztizáltak, és hetekig tartó kezelést írtak elő. Júliusban megjelent Away első szólóalbuma (Cities).

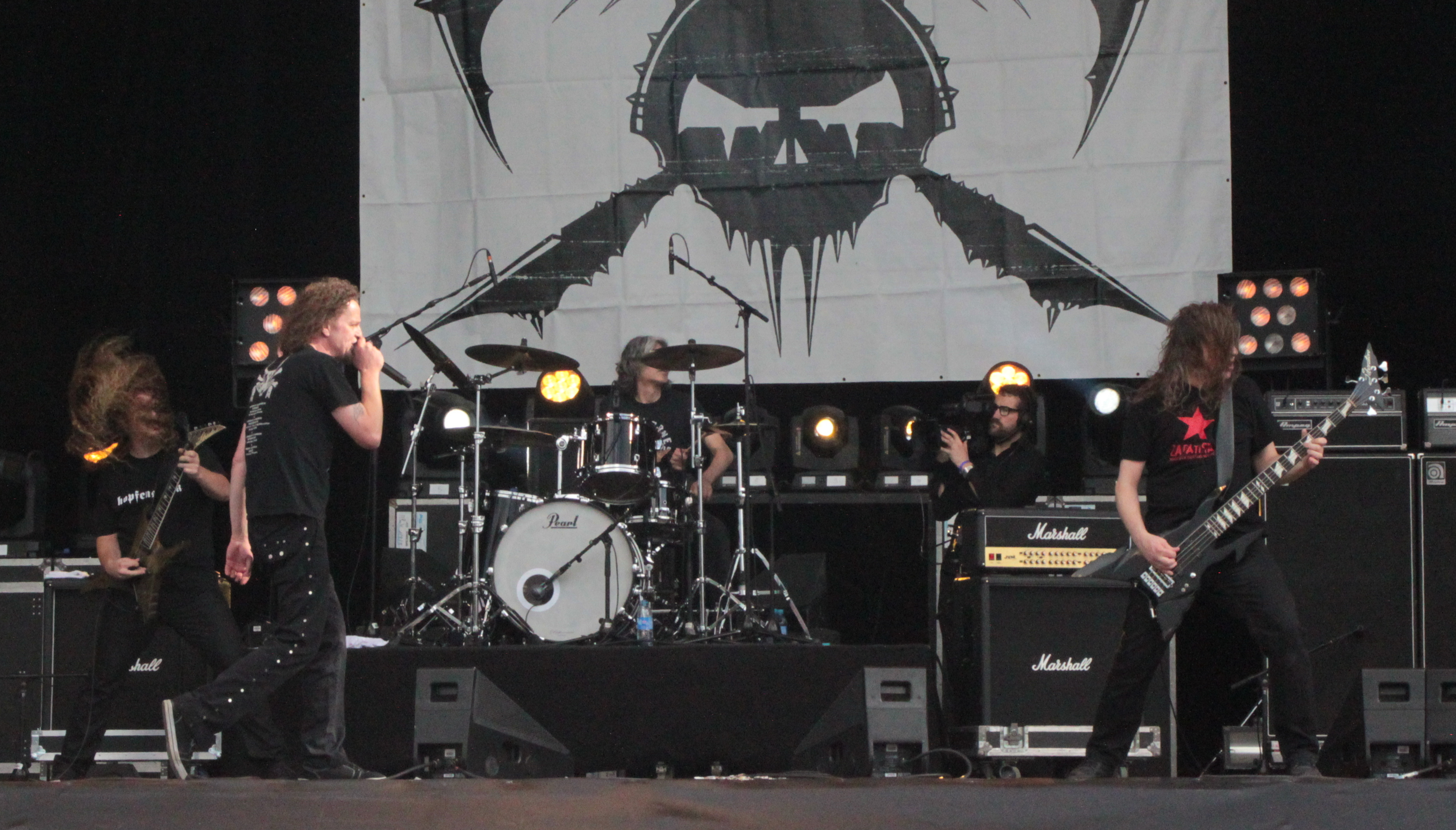
Voivod-koncert a 2013-as Hellfest fesztiválon

2014 júliusában Blacky másodszor is kilépett a zenekarból. Helyére Dominic Laroche (Rocky) került, aki korábban Steve Hill blues zenekarában játszott. Ezzel együtt bejelentették, hogy a Voivod új dalokon dolgozik. 2015 januárjában mutatták be a We Are Connected dalt, ami bevallottan visszakanyarodás az együttes progresszív rock korszakába. A dal végül a következő év februárjában jelent meg az ötszámos Post Society EP részeként.
2017. áprilisában újra kiadták az 1986 és 1988 között a Noise Records gondozásában megjelent albumokat (Rrröööaaarrr, Killing Technology, Dimension Hatröss). Harminc év után vinyl lemezen is újra forgalomba kerültek a Voivod klasszikus albumai. A három boxsetben pedig a CD formátumú eredeti album mellett egy-egy bónusz CD és DVD is található, jellemzően korabeli koncertfelvételekkel. A három nagylemez dalaiból ezzel együtt egy dupla válogatásalbum is megjelent Build Your Weapons címmel.
Szeptember végétől egy hónapon keresztül Európában koncertezett a Voivod, és október 4-én Budapesten, a Dürer Kertben is tiszteletét tette a csapat. A turné végeztével 2017 novemberében stúdióba vonult a zenekar, hogy a következő nagylemezüket elkészítsék. 2018 júliusában publikálták az új album első dalát, az Obsolate Beings-et. Szeptemberben aztán előbb az Always Moving, majd az Iconspiracy dalok videóklipjei jöttek ki, végül szeptember 21-én a The Wake című nagylemez is. Mindeközben ismét Európa klubjait járta az együttes a 35. éves jubileumi turnéjával, melynek Budapest ismét állomása volt. 
2019. márciusában a The Wake album Kanadában elnyerte a Juno-díjat. 2020 júliusában megjelent a háromszámos The End of Dormacy EP rajta a The Wake albumon szereplő címadó dal fúvósokkal (trombita, szaxofon, harsona) kibővített változatával. A Covid19-járvány miatti korlátozások idején, miközben több turnét kényszerültek lemondani, a Voivod online streamelt koncerteket adott, egyiket épp az énekes Snake 56. születésnapján augusztusban. Novemberben Lost Machine – Live címmel egy 2019-ben rögzített kanadai Voivod-koncert felvételét adta ki a Century Media. 2021-ben újabb két streamelt koncert következett. Májusban a Nothingface albumot, júniusban pedig a Dimension Hatröss nagylemezt adták elő teljes egészében ezeken az élő online fellépéseken.
A következő Voivod-album felvételei 2021 júliusában kezdődtek Francis Perron producer irányításával, akivel a The Wake albumon is dolgoztak. Az első felvezető kislemez a Planet Eaters volt decemberben. A Synchro Anarchy címet kapott nagylemez 2022. február 11-én jelent meg. Novemberben az Ultraman című japán tévés sci-fi-sorozat előtt tisztelegve azonos címmel adott ki mini-albumot a zenekar, melyen az 1960-as években vetített tévésorozat zenéjét dolgozták fel több tételben.

## Tagok
Jelenlegi felállás
- Denis Belanger "Snake" – ének (1982–1994, 2002–napjainkig)
- Daniel Mongrain "Chewy" – gitár (2008–napjainkig)
- Dominique Laroche "Rocky" – basszusgitár (2014–napjainkig)
- Michel Langevin "Away" – dobok (1982–napjainkig)

Korábbi tagok
- Denis D'Amour "Piggy" – gitár (1982–2005)†
- Jean-Yves Theriault "Blacky" – basszusgitár (1982–1991, 2008–2014)
- Eric Forrest – ének, basszusgitár (1994–2001)
- Jason Newsted "Jasonic" – basszusgitár (2002–2008)

Kisegítő zenészek
- Pierre St-Jean – basszusgitár (1992–1993)
- Gilles Brisebois – basszusgitár (1993–1994)

## Diszkográfia

### Stúdióalbumok
| Év   | Cím                | Kiadó                                          |
| ---- | ------------------ | ---------------------------------------------- |
| 1984 | War and Pain       | Metal Blade                                    |
| 1986 | Rrröööaaarrr       | Noise Records                                  |
| 1987 | Killing Technology | Noise Records                                  |
| 1988 | Dimension Hatröss  | Noise Records                                  |
| 1989 | Nothingface        | MCA/Mechanic Records (USA), Noise Records (EU) |
| 1991 | Angel Rat          | MCA/Mechanic Records                           |
| 1993 | The Outer Limits   | MCA/Mechanic Records                           |
| 1995 | Negatron           | Slipdisc/Hypnotic                              |
| 1997 | Phobos             | Slipdisc/Hypnotic                              |
| 2003 | Voivod             | Chophouse Records                              |
| 2006 | Katorz             | The End (USA), Nuclear Blast (EU)              |
| 2009 | Infini             | Relapse Records (USA), Nuclear Blast (EU)      |
| 2013 | Target Earth       | Century Media                                  |
| 2018 | The Wake           | Century Media                                  |
| 2022 | Synchro Anarchy    | Century Media                                  |
| 2023 | Morgöth Tales      | Century Media                                  |

### Mini-albumok (EP)
| Év   | Cím                 | Kiadó         |
| ---- | ------------------- | ------------- |
| 1986 | Thrashing Rage      | Noise Records |
| 1987 | Cockroaches         | Noise Records |
| 2016 | Post Society        | Century Media |
| 2020 | The End of Dormancy | Century Media |
| 2022 | Ultraman            | Century Media |

### Válogatások
| Év   | Cím                | Megjegyzés                                          | Kiadó                 |
| ---- | ------------------ | --------------------------------------------------- | --------------------- |
| 1992 | The Best of Voivod | válogatás, 1984-1991                                | Noise Records         |
| 1998 | Kronik             | remixek, bónusz dalok, koncertfelvételek, 1995-1997 | Slipdisc/Hypnotic     |
| 2011 | To the Death 84    | 1984-es demo újrakiadása                            | Alternative Tentacles |
| 2017 | Build Your Weapons | válogatás, 1986-1988                                | Noise Records         |

### Koncertalbumok
| Év   | Cím                   | Felvétel                                                                 | Kiadó                                 |
| ---- | --------------------- | ------------------------------------------------------------------------ | ------------------------------------- |
| 2000 | Lives                 | Dynamo fesztivál és CBGB's klub, 1996                                    | Metal Blade (USA), Century Media (EU) |
| 2011 | Warriors of Ice       | Montréal, Club Soda, 2009. december                                      | Indica Records                        |
| 2012 | Live at Roadburn 2011 | Hollandia, 2011. április (csak LP formátumban, 500 példányban limitálva) | Roadburn Records                      |
| 2020 | Lost Machine – Live   | Québec, Theatré Impérial, 2019. július                                   | Century Media                         |

Hivatalosan kiadott koncertdemók
| Év   | Cím                                                | Felvétel                                                         | Kiadó         |
| ---- | -------------------------------------------------- | ---------------------------------------------------------------- | ------------- |
| 2004 | Morgöth Invasion (live demo)                       | 1984. december (a War and Pain boxset részeként)                 | Metal Blade   |
| 2017 | Spectrum '86 – No Speed Limit Week-End (live demo) | Montréal, Spectrum, 1986 (a Rrröööaaarrr boxset részeként)       | Noise Records |
| 2017 | Spectrum '87 (live demo)                           | Montréal, Spectrum, 1987 (a Killing Technology boxset részeként) | Noise Records |
| 2017 | Spectrum '88 – A Flawless Structure? (live demo)   | Montréal, Spectrum, 1988 (a Dimension Hatröss boxset részeként)  | Noise Records |

## Videófilmek
| Év   | Cím                             | Típus                       | Kiadó |
| ---- | ------------------------------- | --------------------------- | ----- |
| 2005 | D-V-O-D-1 (1983-1991)           | retrospektív videóválogatás | MVD   |
| 2009 | Tatsumaki: Voivod in Japan 2008 | koncertfilm                 | MVD   |